# Mr. Poppers Pinguine (Buch)
Mr. Poppers Pinguine ist ein Kinderbuch von Richard und Florence Atwater, das 1938 veröffentlicht wurde.

## Inhalt
Der Maler und Anstreicher Mr. Popper ist ein Träumer: Den ganzen Winter verbringt er damit, Bücher über die beiden Erdpole zu lesen, keine Radiosendung und keinen Film über dieses Thema lässt er aus. Eines Tages wird er bei einer Radioübertragung aus der Antarktis von Admiral Drake, an den er nach einem Filmbericht über Pinguine einen begeisterten Brief geschickt hat, persönlich gegrüßt. Drake kündigt ihm eine Überraschung an, und schon wenig später kommt mit der Paketpost ein etwa 75 cm großer Pinguin im Haus des Malers an.
Mrs. Popper, die kurz zuvor noch Haustiere wie Hunde oder Katzen abgelehnt hat, weil sie zu viel Unordnung machen und Kosten verursachen, ist von dem sauberen und possierlichen Tier angetan, zumal Käpt’n Cook, wie der Pinguin getauft wird, sofort anfängt, allerlei Kleinigkeiten, die ihrem Kehrbesen oder Staubsauger entgangen sind, aus den Ecken der Wohnung einzusammeln und sich daraus im Kühlschrank ein Nest zu bauen. Auch die Kinder Janie und Bill haben ihren Spaß an dem Pinguin. Mr. Popper gerät allerdings erst einmal in einen Konflikt mit dem Kundendienstbeauftragten der Kühlschrankfirma, weil er verlangt, dass dieser Luftlöcher in die Kühlschranktür bohrt und einen Griff auf der Innenseite anbringt, damit der Pinguin selbstständig sein Domizil aufsuchen und verlassen kann. Der Handwerker hält Popper für verrückt, flieht aus dem Haus und alarmiert die Polizei. Diese nimmt den Pinguin in Augenschein, erklärt ihn für ungefährlich und rät Popper nur, sich nach etwaigen Auflagen und Bestimmungen für Pinguine im öffentlichen Verkehrsraum zu erkundigen. Seine Telefonate mit allerlei Ämtern scheitern jedoch, weil er wiederum regelmäßig für geistesgestört gehalten und so lange weiterverbunden wird, bis er es aufgibt und den Schluss zieht, dass es offenbar überhaupt keine derartigen Bestimmungen gibt und er seinen Pinguin ausführen kann, wie es ihm selbst richtig erscheint: in einem Frack und mittels einer langen Leine. In der Stadt wird Käpt’n Cook dadurch schnell populär, innerhalb des Hauses sorgt er für weitere Umgestaltungen, so dass schließlich eine Schneelandschaft mit Schwimmbassin im Keller gestaltet wird und der Heizungsofen im Wohnzimmer steht.
Zum weiteren Wohlbefinden des Pinguins trägt das Weibchen Greta bei, das Popper von einem Zoo erhält, in dem das Tier nur vor sich hingekümmert hat. Greta beginnt alsbald Eier zu legen, und zwar die ganz pinguinuntypische Anzahl von zehn Stück, so dass acht davon künstlich ausgebrütet werden müssen und die Familie Popper schließlich mit einer zwölfköpfigen Pinguingruppe lebt. Dies treibt Mrs. Popper, die das Haushaltsgeld verwaltet, schließlich in die Verzweiflung: Sie rechnet ihrem Mann vor, dass schon normalerweise das Geld kaum reicht, da der Maler nur von Frühjahr bis Herbst arbeitet. Die Familie lebt im Winter daher fast ausschließlich von billigen Bohnen, kostspielige Umgestaltungen des Eigenheims sind finanziell nicht möglich. Da Mr. Popper es ablehnt, die zwölf Pinguine aufzuessen, um das Problem zu beseitigen, muss er sich um eine andere Lösung kümmern: Er dressiert die possierlichen Tiere, zu Musikbegleitung mehrere Tricks, die ihrem natürlichen Verhalten entsprechen, auszuführen. So marschieren die Pinguine bei Marschmusik in einer Parade, zwei von ihren führen einen Boxkampf vor, bei dem der eine planmäßig zum Schein k. o. geschlagen wird und der Rest applaudiert, und als Abschluss wird noch eine Nummer in das Programm eingebaut, in der die Pinguine Leitern erklettern und sich gegenseitig wieder herunterschubsen.
Mit diesem Programm gehen die Poppers und ihre zwölf Pinguine auf eine zehnwöchige winterliche Tournee durch die Vereinigten Staaten. Sie sind zunächst sehr erfolgreich, doch als im Frühjahr die Temperaturen steigen, werden die Pinguine zunehmend gereizt. Der von Sorgen erfüllte und zerstreute Mr. Popper bringt seine Truppe schließlich in ein falsches Theater, wo soeben eine Nummer mit sechs Seehunden aufgeführt wird. Entgegen seinen Befürchtungen fressen zwar die Seehunde die Pinguine nicht auf und Polizei und Feuerwehr, die in Erwartung des Gemetzels alarmiert wurden, amüsieren sich bestens, indem sie den Tieren ihre Helme und Mützen aufsetzen, aber Mr. Popper wird wegen dieses Vorfalls dennoch festgenommen und ins Gefängnis gebracht. Da seine Frau trotz des guten Honorars nicht das Geld hat, eine Kaution zu stellen, wird seine Lage recht bedrohlich. Doch schließlich erscheinen zwei Retter: Der Theatermanager bietet ihm einen neuen, lukrativen Vertrag an, der Wissenschaftler Drake schlägt vor, die Pinguine in die Arktis mitzunehmen und zu versuchen, die Tiere, die bislang ja rätselhafterweise nur am Süd-, nicht aber am Nordpol zu finden waren, dort anzusiedeln. Nach einer Nacht Bedenkzeit entscheidet sich Popper für diese Lösung. Erst an Bord des Schiffes, das die zwölf Pinguine an den Nordpol bringen soll, erfährt er, dass er selber auch mitfahren soll und somit sein alter Traum von einer Reise an eine der Polkappen in Erfüllung geht. Mrs. Popper erklärt sich damit leichten Herzens einverstanden, weil sie schon immer der Meinung war, dass sie das Haus schlecht in Ordnung halten kann, wenn ihr Mann dort sitzt und liest.

## Entstehungsgeschichte

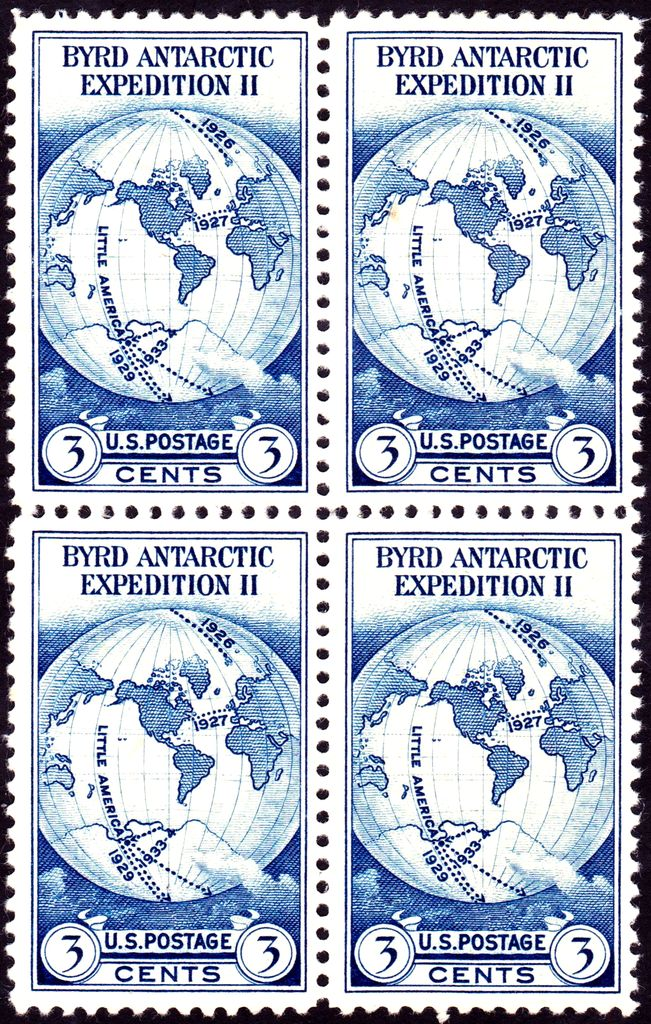
Briefmarke zu Byrds Antarktisexpedition

Die Familie Atwater sah im Jahr 1932 einen Dokumentarfilm über Richard E. Byrds Expedition in die Antarktis. Dieser Film sowie die Bücherwünsche einer seiner Töchter inspirierten Richard Atwater zu einem Text, den er zunächst unter dem Titel Ork! an zwei Verleger schickte, die das Manuskript aber ablehnten. Nachdem Richard Atwater 1934 einen Schlaganfall erlitten hatte, konnte er nicht mehr schreiben. Seine Ehefrau Florence, die als Lehrerin arbeitete, aber auch journalistisch tätig war, schrieb das Manuskript daraufhin um und gestaltete Anfang und Schluss etwas realistischer – ursprünglich hatte Atwater einen mit Rasierschaum auf einen Spiegel gezeichneten Pinguin lebendig werden lassen und andere märchenhafte Motive in den Text integriert. Die umgeschriebene Version kam mit Illustrationen von Robert Lawson 1938 unter dem Titel Mr. Popper's Penguins heraus und wurde zu einem Bestseller.

## Rezeption und Auszeichnungen
Das Buch hatte großen Erfolg und wurde in mehrere Sprachen übersetzt. Es erhielt unter anderem den Newbery Honor, wurde 1941 als Pacific Northwest Library Association Young Reader’s Choice ausgewählt und hielt sich jahrzehntelang auf den Bestsellerlisten für Kinderbücher. In Anita Silveys Werk Children's Books and their Creators wird konstatiert, dass nur selten ein Buch für die Altersgruppe der Sieben- bis Zehnjährigen so lange den Anstürmen der Zeit standgehalten habe, zumal eines, das nicht zu einer umfangreicheren Serie gehöre. Obwohl voll von absurden Elementen, zu denen schon das Grundthema des Pinguins als Haustier gehöre, gelinge es dem Text, glaubhaft zu erscheinen: „[...] everything is explained in a matter-of-fact fashion“. „The book has an easy style, straight-faced and never coy, and the Atwaters never preach any lessons. The adventure and the characters [...] are what readers enjoy as much today as when the book was first published.“ Die Verfilmung von 2011 hat mit dem Buch außer dem Titel wenig gemein.